# Schloßberg (Plauen)
Schloßberg ist ein Stadtteil von Plauen im Stadtgebiet Zentrum.

## Geographie

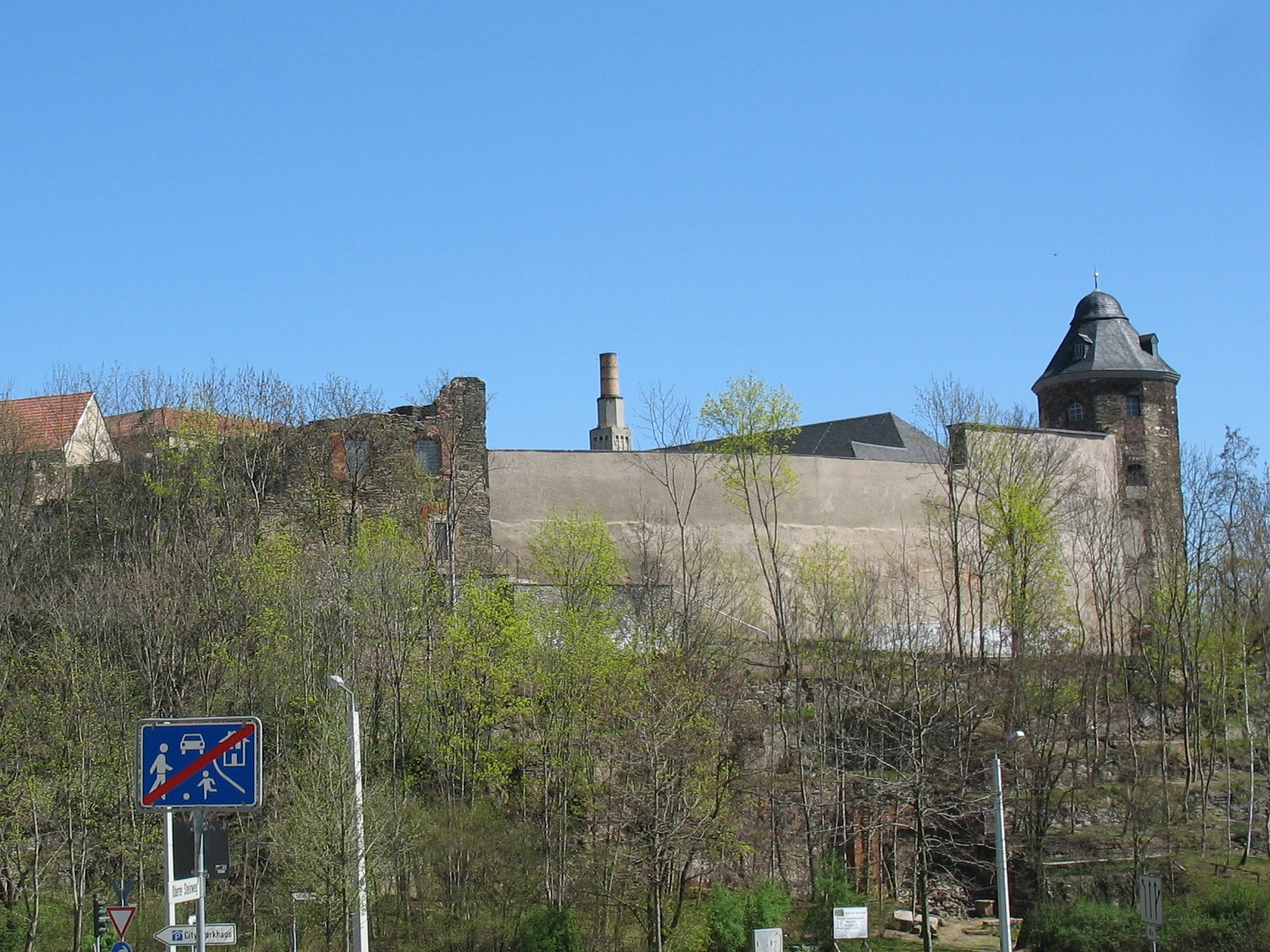
Die Reste des Schlosses der Vögte auf dem Schlossberg (Zustand 2012).

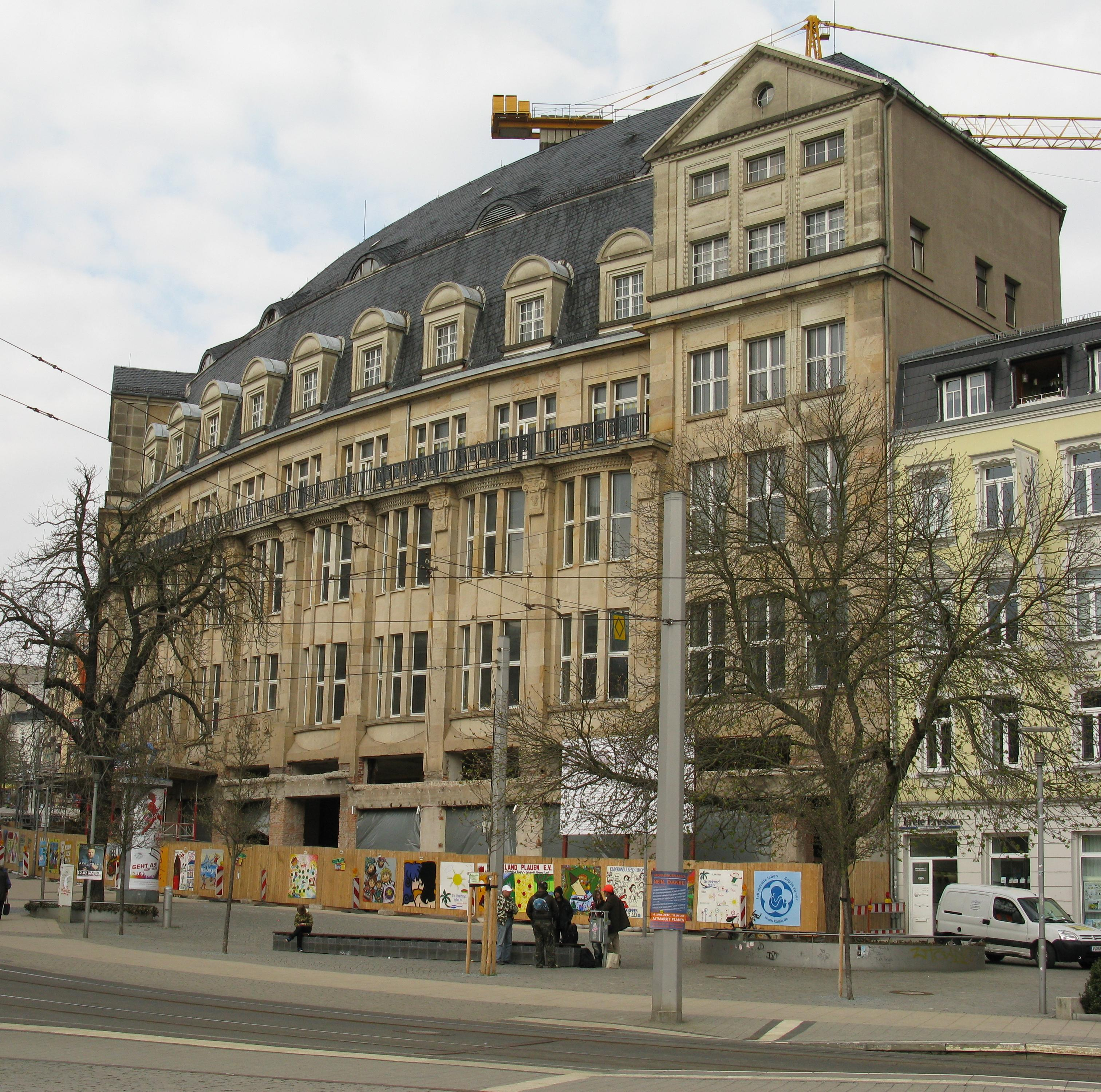
Im ehemaligen Kaufhaus Tietz sitzt seit Anfang 2017 das Landratsamt (Zustand 2012).

Der Stadtteil Schloßberg liegt im Zentrum Plauens und grenzt an fünf weitere Stadtteile. Er ist nach dem Schloss Plauen benannt.
|          | Bahnhofsvorstadt                            |                   |
| Dobenau  | Kompassrose, die auf Nachbargemeinden zeigt | Hammertorvorstadt |
| Altstadt |                                             | Neustadt          |

Der Stadtteil wird begrenzt durch (von Norden im Uhrzeigersinn) die Eugen-Fritzsch-Straße, die Kaiserstraße, die Reißiger Straße, die Lindenstraße, die Hammerstraße, die Syrastraße, den Postplatz, die Bahnhofstraße und die Stresemannstraße. An der südöstlichen Grenze befindet sich der namensgebende Schlosshang mit dem ehemaligen Schloss der Vögte. Das Areal des im Zweiten Weltkrieg stark zerstörten Schlosses diente nach dem Krieg als Gefängnis und soll jetzt zum Campus für die Staatliche Studienakademie Plauen umgebaut werden. An der südwestlichen Grenze befindet sich das Landratsamt für den Vogtlandkreis.

## Öffentlicher Nahverkehr
Im Stadtteil Schloßberg selbst verkehren keine Straßenbahnen und Busse. Am westlich gelegenen Postplatz befindet sich jedoch die Zentralhaltestelle „Tunnel“ der Plauener Straßenbahn. Dort verkehren alle Plauener Straßenbahnlinien, Stadtbusse sowie ausgewählte Regionalbusse.